# سيموني بيسكي
سيموني بيسكي (بالإيطالية: Simone Pesce)‏ (مواليد 10 يوليو 1982 في سابوديا - إيطاليا) لاعب كرة قدم إيطالي يلعب حاليا لصالح نادي الدرجة الأولى كاتانيا الإيطالي منذ 2009 في مركز الظهير الأيسر كما يجيد اللعب في مركز الوسط الأيسر.

## روابط خارجية
- سيموني بيسكي على موقع قاعدة بيانات كرة القدم.إي يو (الإنجليزية)
- سيموني بيسكي على موقع Soccerway.com (الإنجليزية)
- سيموني بيسكي على موقع عالم كرة القدم.نت (الإنجليزية)
- سيموني بيسكي على موقع كووورة